# Windows 8
Windows 8 е версия на Microsoft Windows, операционна система от Microsoft, за употреба на персонални компютри, включително домашни и бизнес компютри, лаптопи, таблети, медиа център компютри.
Финалната версия (Windows 8 Build 9200 RTM) e представена на 25 октомври 2012 г., а за продажба Windows 8 и компютри и таблети с предварително инсталиран Windows 8 са пуснати в продажба на 26 октомври 2012 г.
Windows 8 Milestone 1 Е във компилация 7850. Милистон 2 (7927) ь Милистон 3 (7955/7989) бета в 8102 на версия от 13 септември 2011 г. Във 8250 е Consumer Preview от Windows 8 Например. От Windows 8 Release Preview Вече към 8400.

## „Модерен“ интерфейс /„Метро“/
За разлика от Windows 7, която бе предвидено да бъде по-целенасочена, за Windows 8 е планирано да се свърже повече с потребителя. Операционната система разполага с нов потребителски интерфейс, вдъхновен от дизайнерския език „Метро“, който може да се използва за множество методи за въвеждане, включително сензорно управление, подобен на този в Windows Phone и бутон за вход, използвана Xbox 360 и PC. От „Метро“ интерфейса потребителят ще има достъп до новосъздадения Windows Store, откъдето може да изтегли (свободно или платено) множество приложения. Малко преди пускането на Windows 8 се оказва, че името Метро вече е патентовано от немската Метро Кеш & Кери като търговска марка и официалното название на новия интерфейс е заменено в последния момент на „Modern UI“ (модерен потребителски интерфейс). Някои смятат, че новия потребителски интерфейс може да бъде наричан просто Windows 8.

## Стандартен потребителски интерфейс
В стандартния потребителски интерфейс са направени редица промени и подобрения. Компонентът за управление на активните програми и ресурсите на компютъра Task manager (Мениджър на задачите) е значително подобрен. Стандартния интерфейс на Windows Explorer е заменен с Ribbon интерфейса, познат от Microsoft Office и някои вградени приложения на предни операционни системи (например Microsoft Paint). С пристигането на „Метро“ интерфейса, в Windows 8 е премахнато „Старт“ менюто. То не може да бъде върнато отново направо от системата, а трябва да се използва софтуер от трети лица. Приложения като Start8 връщат старт менюто, а Skip Metro Suite пропуска новият старт екран, при вход в системата зарежда направо класическата Windows среда и премахва новите ъгли.

## Допълнителни подобрения и функции
Windows 8 може да се похвали и с по-бързо и безопасно стартиране, по-добро управление на паметта, нов стилен Lock Screen (екран, показван след заклюване на компютъра както и след boot екрана), интеграция на потребителските акаунти с услуги на Microsoft като Xbox Live, нов начин за вход в акаунта (чрез парола с картинка), поддръжка на нови формати за маунтване на виртуален диск, функция, наречена Семеен Контрол (Family Safety), която да ограничава активността на дадени потребители, две нови функции за възстановяване на системата, нов компонент за бекъп – File History, вградена поддръжка на USB 3.0, подобрения във виртуализацията. Притежателите на Windows 8 Enterprise ще могат и да ползват функция с името Windows To Go, която позволява стартиране на Windows 8 от USB флашка с настройките и програмите на потребителя.

## Издания на Windows 8
Windows 8 се предлага в следните версии:
- Windows 8 (наричан още Windows 8 Core) – сравнявайки с Windows Vista/7 това се равнява на Home Premium.
- Windows 8 Pro – сравнявйски с Windows Vista/7 това се равнява на Business(Professional) и Ultimate.
- Windows 8 Enterprise.
- Windows RT – издание, специално за таблети. Оптимизирано за работа с ARM процесорна архитектура. Друго разлчино в него е, че няма десктоп среда, а потребителксият интерфейс, който използва е само „Метро“.

През октомври 2013 г. Microsoft извършват първата актуализация на Windows 8 – Windows 8.1 под кодово име Blue. Тя включва връщането на Старт бутона в лентата със задачи. Актуализацията може да се направи и на таблети с Windows RT.